# كاتي دالي
كاتي دالي (بالإنجليزية: Katie Daly)‏ هي لاعبة كرة قدم أسترالية، ولدت في 2 نوفمبر 1992 في أستراليا. لعبت مع Central Coast Mariners FC (women) ‏.